# Vandellia cambodgiana
Vandellia cambodgiana är en tvåhjärtbladig växtart som först beskrevs av Bonati, och fick sitt nu gällande namn av Fischer, Schäferhoff och Müller. Vandellia cambodgiana ingår i släktet Vandellia och familjen Linderniaceae. Inga underarter finns listade i Catalogue of Life.